# Stephenie Meyer
Stephenie Morgan Meyer (Hartford, 24 dicembre 1973) è una scrittrice e produttrice cinematografica statunitense.
Ha raggiunto la notorietà grazie alla saga di Twilight, ciclo di quattro romanzi che ha ottenuto un notevole successo commerciale e portato a una saga cinematografica di eguale successo. Grazie all'impatto della sua opera, Meyer è stata inserita nella lista del Times riguardante le 100 persone più influenti del 2008 e nella lista di Forbes delle 100 celebrità più potenti del 2009.

## Biografia
Stephenie Meyer nasce a Hartford in Connecticut nel 1973 da Steve e Candy Morgan. Ha una famiglia molto numerosa: due sorelle, Emily e Heidi, e tre fratelli, Jacob, Paul e Seth. All'età di quattro anni si trasferisce a Phoenix, in Arizona dove vive tuttora con i suoi figli e suo marito. Stephenie, di religione mormone, frequenta la Brigham Young University a Provo, nello Utah, dove consegue una laurea in Letteratura inglese. Incontra il marito Christian in Arizona e si sposa nel 1994. Ora vivono in Arizona insieme ai tre figli: Gabe, Seth ed Eli.

### La serie diTwilight
Stephenie Meyer pubblica tra il 2005 e il 2008 la Saga di Twilight, un ciclo di romanzi di genere paranormal romance che tratta le avventure di Isabella Swan, un'adolescente che si trasferisce da Phoenix a Forks, nello Stato di Washington, e si innamora di un vampiro chiamato Edward Cullen.
La Saga è composta da quattro romanzi:
- Twilight pubblicato il 5 ottobre 2005 negli Stati Uniti e a giugno 2006 in Italia. La scrittrice sostiene che l'idea per la trama del libro le è venuta in sogno, il 2 giugno 2003. La trascrizione del sogno è ora il Capitolo 13 del libro.
- New Moon, pubblicato il 6 settembre 2006 negli Stati Uniti e il 27 aprile 2007 in Italia.
- Eclipse, pubblicato il 7 agosto 2007 negli Stati Uniti e il 16 novembre in Italia.
- Breaking Dawn, pubblicato il 2 agosto 2008 negli Stati Uniti ed il 30 ottobre in Italia.

Dopo la pubblicazione di Breaking Dawn, Stephenie Meyer cominciò a lavorare a Midnight Sun, romanzo in cui avrebbe ripreso la trama di Twilight dal punto di vista di Edward Cullen. Alcuni capitoli del libro, ancora in corso d'opera, furono però lasciati trapelare sul web e l'autrice interruppe la scrittura del romanzo.
Nel 2007 negli Stati Uniti viene pubblicata la raccolta Prom Nights from Hell, Raccolta di storie di brutte notti del ballo studentesco con effetti sovrannaturali, la quale contiene una breve storia di Stephenie Meyer. Le altre autrici che hanno contribuito a questo progetto sono Meg Cabot, Kim Harrison, Michele Jaffe e Lauren Myracle. Il 17 aprile 2009 la raccolta viene pubblicata in Italia con il nome Danze dall'inferno.
Il 30 marzo 2010 Stephenie Meyer dichiara dal suo sito ufficiale che il 5 giugno dello stesso anno uscirà negli Stati Uniti una novella riguardante la saga di Twilight intitolata The Short Second Life of Bree Tanner. In precedenza aveva pianificato di inserire la storia di Bree nella guida ufficiale della saga, ma con sua sorpresa la storia era diventata di circa 200 pagine e quindi troppo lunga per essere inserita nella guida ufficiale della saga di Twilight. In Italia è stata pubblicata l'8 giugno 2010 da Fazi Editore nella collana "Lain" con il titolo La breve seconda vita di Bree Tanner. Il libro (in lingua originale) è stato pubblicato il 5 giugno 2010, ed è stato disponibile gratuitamente tra il 7 giugno e il 5 luglio sul sito ufficiale.
Nel 2015 pubblica Life and Death: Twilight Reimagined: la storia è la stessa di Twilight ma i personaggi cambiano sesso. La storia è raccontata, quindi, dall'umano Beau (corrisponde al maschile di Bella).
Nel maggio 2020 è stata annunciata la pubblicazione dell'inedito Midnight Sun per l'agosto dello stesso anno.

### Serie diThe Host
Nel 2008 Stephenie Meyer pubblica L'ospite (The Host in lingua originale) il suo primo romanzo completo a non avere per protagonisti i personaggi della saga di Twilight. Il libro, che ha esordito al numero 1 nella classifica dei best seller stilata dal New York Times ed è rimasta in tale lista per 26 settimane, narra le avventure di Wanda, un'anima inserita all'interno del corpo mortale di Melanie da una razza aliena che mira a possedere completamente la razza umana in modo da cessarne l'indole ostile e bellicosa. È stato già annunciato dalla scrittrice che il sequel, già quasi terminato, si intitolerà The Seeker, mentre un eventuale terzo libro ancora da scrivere potrebbe intitolarsi The Soul.

## Popolarità e critiche

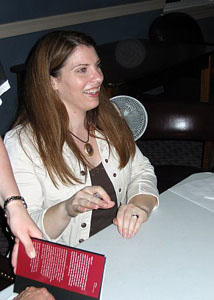
Stephenie Meyer durante il tour di Eclipse, 2008

Stephenie Meyer ha acquisito un enorme numero di fan grazie ai suoi romanzi incentrati sull'amore tra Isabella Swan ed il vampiro Edward Cullen. I romanzi sono ambientati nella piccola cittadina di Forks, nella penisola di Olympia nello Stato di Washington. Grazie a questo e agli omonimi film, la città di Forks ha ricevuto un'insolita attenzione.
Sono apparsi numerosi fansite con lo scopo di condividere tra i fan l'entusiasmo per Edward e Bella, e per il mondo di vampiri "moderni" creati dalla scrittrice. La Meyer stessa inoltre dice di non poter scrivere senza ascoltare la musica e che le sue fonti di ispirazione sono principalmente i Muse (di cui compaiono parecchie citazioni) seguiti da Linkin Park, My Chemical Romance, Coldplay, The All American Rejects, Travis, The Strokes, Brand New, U2, Kasabian, Jimmy Eat World, Weezer.
Per contro sono nati spontaneamente molti siti internet e gruppi su social network che attaccano duramente l'autrice criticando una inconsistenza letteraria dell'opera, specie se paragonate ad altre opere rivolte allo stesso pubblico giovanile come le saghe di Harry Potter o il Ciclo dell'Eredità. Su questo tema si è espresso duramente lo scrittore Stephen King affermando che "Harry Potter parla di affrontare le proprie paure, trovare la forza interiore, e fare ciò che è giusto di fronte alle avversità. Twilight parla di quanto importante sia avere un fidanzato".
Alcune delle critiche più pesanti vengono dai movimenti femministi che considerano Meyer una scrittrice sessista, secondo queste critiche Bella non rappresenta altro che lo stereotipo arcaico e superato della damigella in pericolo, ovvero una ragazza completamente incapace di risolvere i propri problemi e più in generale di fare qualsiasi cosa in assenza di una guida (Edward) che l'aiuti. Meyer si è difesa da queste critiche sostenendo che sono infondate, in quanto i libri sono incentrati sulle scelte della protagonista e la sua fragilità da damigella è spiegabile in quanto è una giovane ragazza alle prese con un mondo nuovo.
La Meyer ha guadagnato molti seguaci tra i lettori, sia giovani che adulti, dei suoi romanzi, soprattutto della saga Twilight. Molti "twihards" infatti si sono trasferiti nella piccola cittadina di Forks che ha così ricevuto l'attenzione dei fans e che celebra il "Stephenie Meyer Day" il 13 settembre, la stessa data di compleanno del personaggio di Bella Swan. Inoltre i fan si esprimono in diversi modi, si vestono come i suoi personaggi, amano scrivere proprie storie ispirate dal romanzo, ma con loro protagonisti, e le pubblicano su internet. Infine sono nati gruppi rock aventi Twilight come fonte di ispirazione.

## Opere
Libri della Saga di Twilight
- Twilight, Roma, Fazi, 2006 (2005). ISBN 88-7625-048-4
- New Moon, Roma, Fazi, 2007 (2006). ISBN 978-88-7625-028-6
- Eclipse, Roma, Fazi, 2007. ISBN 978-88-6411-520-7
- Breaking Dawn, Roma, Fazi, 2008. ISBN 978-88-7625-044-6
- La breve seconda vita di Bree Tanner. Un episodio mai narrato di Eclipse, Roma, Fazi, 2010. ISBN 978-88-7625-110-8[3]
- Life and Death: Twilight Reimagined. Roma, Fazi, 2016 (2015). ISBN 978-8876259166
- Midnight Sun, Boston, Little, Brown Books for Young Readers, 2020. ISBN 978-0316707046

Libri della Saga di The Host
- L'ospite, Milano, Rizzoli, 2008. ISBN 978-88-17-02049-7

Altri libri
- Ballo infernale, in Danze dall'inferno, Roma, Fazi, 2009 (2007). ISBN 978-88-7625-056-9
- The chemist - La specialista, Milano, Rizzoli, 2016. (Uscito in Italia il 24 novembre 2016 ISBN carta: 9788817091831 - ISBN E-book: 9788858687383)

## Cameo
Meyer ha partecipato al film Twilight in un cameo, nella scena in cui Bella è al tavolo del locale con Charlie: la Meyer appare all'inizio dell'inquadratura del locale, seduta al bancone con indosso una maglia rosso scuro.
Anche in Breaking Dawn parte I, la prima versione cinematografica dedicata all'ultimo libro della saga, la Meyer compare nella scena del matrimonio dei due protagonisti, interpretando una degli invitati.

## Filmografia parziale

### Produttrice
- Dark Hall (Down a Dark Hall), regia di Rodrigo Cortés (2018)

## Altre opere
Nell'aprile 2009, la Meyer ha partecipato a Project Book Babe, un progetto di beneficenza per contribuire a pagare ad un'amica le fatture mediche dopo che le era stato diagnosticato un cancro al seno. La Meyer ha donato molte copie inedite ai lettori e manoscritti originali per l'asta. Nello stesso anno, Stephenie Meyer insieme alla Hobo Skate Society ha messo all'asta uno skateboard a tema di The Host, che ha venduto per 1500 dollari, in seguito devoluti in beneficenza.